# Christchurch
Christchurch [ˈkɹʌɪsttʃɜːɹtʃ] (Māori: Ōtautahi), offiziell Christchurch City, ist die größte Stadt auf der Südinsel von Neuseeland und zugleich eine eigenständige Gebietskörperschaft in der Region Canterbury. Christchurch trägt wegen seiner zahlreichen Parks und langen Gartentradition nach dem Modell der Gartenstadt den Beinamen Garden City.

## Namensherkunft
Der Name wurde im Zeitalter des Kolonialismus (British Empire) nach dem Oxford College Christ Church festgelegt. Die schon damals umstrittene Namensgebung wurde durch die Canterbury Association am 27. März 1848 offiziell und bezieht sich auf ihren Gründer John Robert Godley, der damit seine Alma Mater ehren wollte. Der Māori-Name der Stadt ist Ōtautahi, benannt nach einem Häuptling der Māori, der am Avon River/Ōtakaro siedelte. In den 1930er Jahren wurde eine Umbenennung dahingehend angestrebt; Ngāi Tahu befürworteten auch den Namen Karaitiana, eine Transliteration des englischen Wortes christian (dtsch.: Christ oder christlich).

## Geographie

### Geographische Lage
Christchurch verfügt über eine reine Landfläche von 1415 km² und zählte zum Census im Jahr 2013 341.469 Einwohner. Damit ist Christchurch flächenmäßig die drittgrößte Stadt in Neuseeland und die zweitgrößte auf die Einwohnerzahl bezogen. Mit einer Bevölkerungsdichte von 241,3 Einwohnern pro km² liegt die Stadt im Mittelfeld aller neuseeländischen Städte.
Das Stadtgebiet von Christchurch wird im Nordwesten durch den Waimakariri und im Südwesten vom Selwyn District begrenzt. Der Rest des Stadtgebietes ist vom Pazifischen Ozean umgeben.
Das Stadtzentrum von Christchurch befindet sich nordwestlich der Banks Peninsula und grenzt im Westen an die Ebene der Canterbury Plains. Durch die Stadt fließt der Avon River/Ōtakaro, der weitaus größere Fluss, der Waimakariri River passiert die Stadt im Norden und stellt auch gleichzeitig die natürlich Grenze des Stadtgebietes nach Norden dar.

### Stadtgliederung

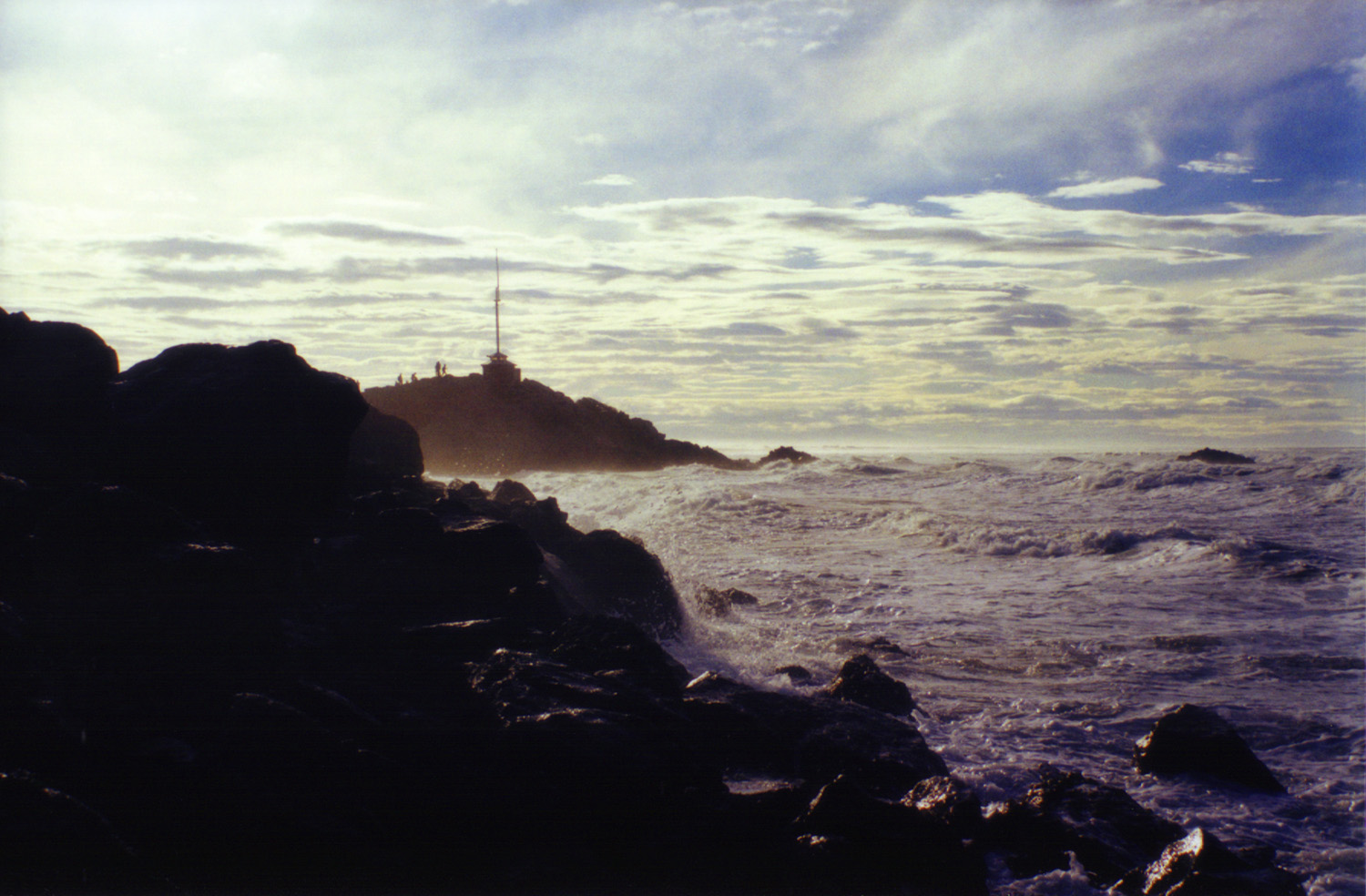
Die Küste vor Christchurch

Christchurch ist in 125 sogenannte Area Units (Stadtteile) eingeteilt:
Westen
McLeans Island, Paparua, Yaldhurst, Islington, Russley, Burnside, Wairarapa, Jellie Park, Hawthornden, Merrin, Westburn, Avonhead West, Avonhead, Ilam, Fendalton, Upper Riccarton, Broomfield, Hornby North, Hornby South, Sockburn, Wharenui, Wigram
Norden
Belfast, Styx, Sawyers Arms, Belfast South, Bishopdale North, Harewood, Bishopdale, Styx Mill, Casebrook, Northcote, Aorangi, Papanui, Redwood North, Redwood South, Rutland, Highfield Park, Mairehau North, Mairehau, Shirley West
Centrum
Bryndwr, Deans Bush, Strowan, Holmwood, Mona Vale, Riccarton West, Riccarton, Riccarton South, Middleton, Barrington North, Merivale, Hagley Park, Addington, Spreydon, St. Albans East, Edgeware, Avon Loop, Cathedral Square, Sydenham, Richmond North, Richmond South, Linwood, Philipstown, Waltham
Osten
Preston, Westhaven, Shirley East, Burwood, Dallington, Avonside, Linwood North, Linwood East, Woolston West, Ensors, Travis Wetland, Travis, Avondale, Wainoni, Parklands, Waimairi Beach, North Beach, Rawhiti, Aranui, Bexley, New Brighton, Bromley, Ferrymead, South Brighton, Avon-Heathcote Estuary
Süden
Halswell West, Oaklands West, Aidanfield, Oaklands East, Halswell Domain, Halswell South, Hillmorton, Hoon Hay, Hoon Hay South, Hendersons Basin, Westmoreland, Kennedys Bush, Barrington South, Somerfield, Beckenham, St Martins, Cashmere West, Cashmere East, Opawa, Woolston South, Rapaki Track, Heathcote Valley, Mt Pleasant, Moncks Bay, Lyttelton, Sumner
Banks Peninsula
Governors Bay, Diamond Harbour, Port Levy, Little River, Inland Water Lake Ellesmere South, Banks Peninsula Eastern Bays, Akaroa Harbour, Akaroa, Inlets-Banks, Peninsula Bays

### Klima
Im Gegensatz zu den meisten Distrikten der Region Canterbury liegt Christchurch zumeist unter dem Einfluss nordöstlicher Winde. Südwestliche Winde sind am zweithäufigsten anzutreffen. Die jährlichen Niederschlagsmengen sind im Stadtgebiet ungleich verteilt. Während die Banks Peninsula Niederschlagsmengen um die 1200 mm aufweist, ist der Rest des Stadtgebietes mit um die 700 mm vergleichsweise trocken. Die durchschnittlichen Tagestemperaturen belaufen sich im Sommer zwischen 16 °C und 22 °C je nach Höhenlage und im Winter zwischen 2 °C und 5 °C entsprechend. Mit Sonnenschein kann das Stadtgebiet um die 2000 Stunden pro Jahr aufwarten.
|                       | Jan  | Feb  | Mär  | Apr  | Mai  | Jun  | Jul  | Aug  | Sep  | Okt  | Nov  | Dez  |   |       |
| Mittl. Tagesmax. (°C) | 22,6 | 21,9 | 20,3 | 17,4 | 14,3 | 11,7 | 10,9 | 12,4 | 14,8 | 16,9 | 18,9 | 21,1 | ⌀ | 16,9  |
| Mittl. Tagesmin. (°C) | 11,9 | 11,6 | 9,6  | 6,5  | 3,7  | 1,1  | 0,6  | 2,0  | 3,9  | 6,0  | 8,0  | 10,5 | ⌀ | 6,3   |
|                       |      |      |      |      |      |      |      |      |      |      |      |      |   |       |
| Niederschlag (mm)     | 35,9 | 43,0 | 45,8 | 44,2 | 57,7 | 57,6 | 64,7 | 62,1 | 40,8 | 48,9 | 46,3 | 46,8 | Σ | 593,8 |
|                       |      |      |      |      |      |      |      |      |      |      |      |      |   |       |
| Regentage (d)         | 10   | 9    | 11   | 13   | 16   | 17   | 18   | 17   | 15   | 14   | 13   | 12   | Σ | 165   |
|                       |      |      |      |      |      |      |      |      |      |      |      |      |   |       |
| Luftfeuchtigkeit (%)  | 70   | 73   | 73   | 78   | 79   | 80   | 79   | 77   | 76   | 75   | 73   | 72   | ⌀ | 75,4  |

| 11,9 |

| 11,6 |

| 9,6 |

| 6,5 |

| 3,7 |

| 1,1 |

| 0,6 |

| 2,0 |

| 3,9 |

| 6,0 |

| 8,0 |

| 10,5 |

| 11,9 |

| 11,6 |

| 9,6 |

| 6,5 |

| 3,7 |

| 1,1 |

| 0,6 |

| 2,0 |

| 3,9 |

| 6,0 |

| 8,0 |

| 10,5 |

### Erdbeben
Am 4. September 2010 um 04:35 Uhr (Ortszeit) wurde Christchurch von einem Erdbeben der Stärke 7,1 MW heimgesucht. Mehrere Häuser wurden beschädigt, Menschenleben waren nicht zu beklagen. Das Epizentrum des Bebens, welches unter dem Namen Darfield-Erdbeben in die Stadtgeschichte einging, lag nach Angaben der staatlichen Erdbebenwarte GeoNet rund 40 Kilometer westlich der Stadt nahe Darfield und dessen Hypozentrum in rund 10 Kilometern Tiefe.

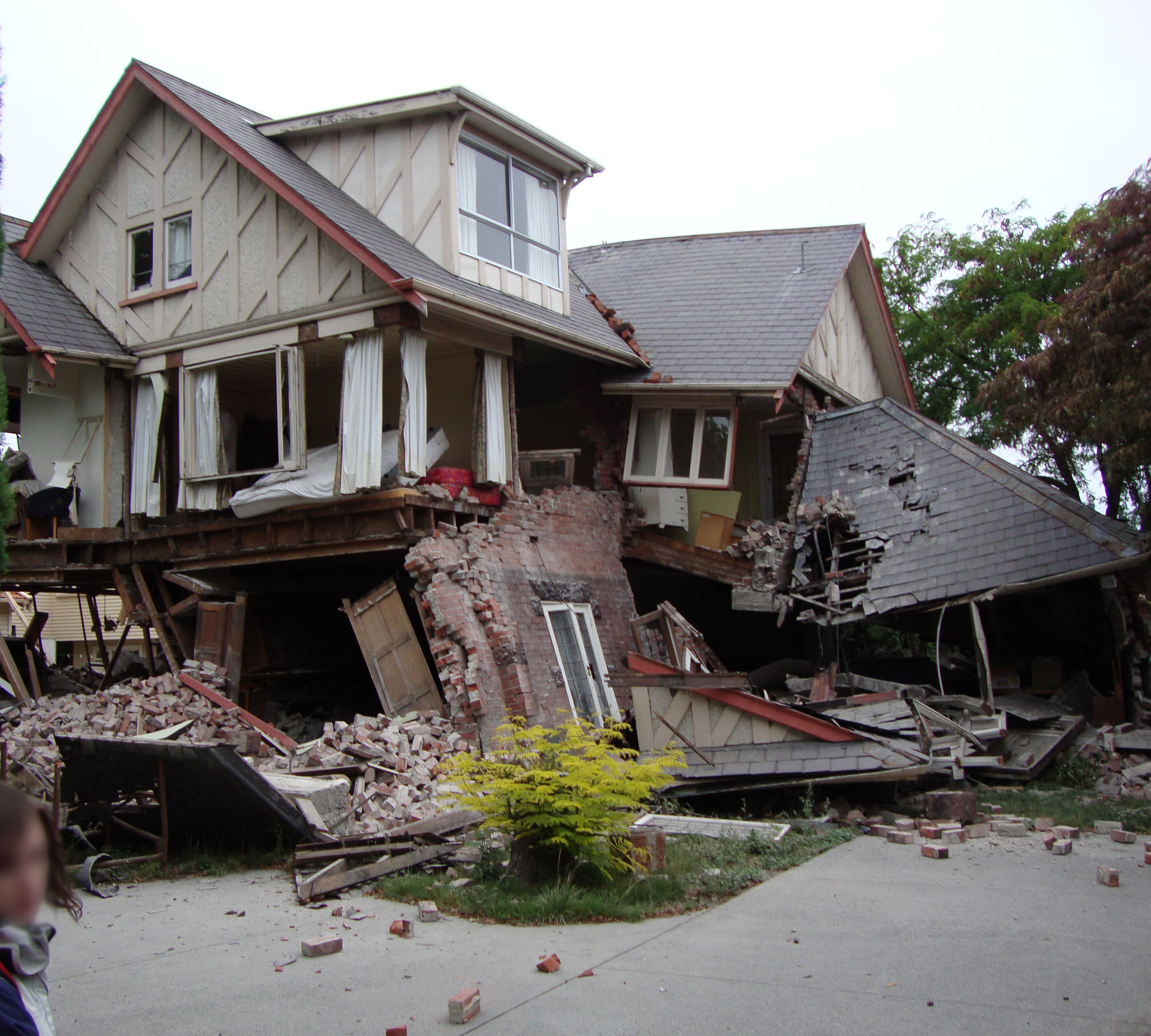
Beim Erdbeben 2011 zerstörtes Gebäude in der Bealey Avenue im Zentrum von Christchurch

Am 22. Februar 2011 ereignete sich um 12:51 Uhr (Ortszeit) erneut ein schweres Erdbeben, diesmal mit der Stärke 6,3 MW. Da das Epizentrum des Bebens nur zehn Kilometer südwestlich vom Stadtzentrum entfernt und das Hypozentrum in nur fünf Kilometern Tiefe lag, richtete es dieses Mal wesentlich größere Schäden an als das Beben im September 2010. Etliche Gebäude stürzten ein, wobei das Stadtzentrum am stärksten betroffen war. Nach offiziellen Angaben kamen 185 Menschen ums Leben. Allein beim Einsturz des Gebäudes des regionalen Fernsehsenders Canterbury Television starben 115 Personen. Unter den erheblich beschädigten Gebäuden befanden sich viele denkmalgeschützte historische Bauten, wie der Kirchturm der ChristChurch Cathedral und Teile der Cathedral of the Blessed Sacrament. Gerry Brownlee, Minister für Earthquake Recovery erklärte am 7. März, dass Teile von Christchurch wohl aufgegeben und bis zu 10.000 Wohnhäuser abgerissen werden müssten. Schätzungen gingen ferner davon aus, dass etwa 100.000 Wohnhäuser reparaturbedürftig waren. Infolge des Erdbebens verließen innerhalb einer Woche nach dem Beben schätzungsweise rund 70.000 Menschen die Stadt. Bis 2016 wurden 12.000 Häuser im Osten der Stadt abgerissen. Nach wie vor ist nicht klar, ob und wenn ja, in welcher Form wieder an gleicher Stelle die Kathedrale entstehen soll. Das Hauptproblem beim allgemeinen Wiederaufbau ist die Bodenverflüssigung: Christchurch liegt in einem küstennahen Schwemmgebiet, das trockengelegt wurde. Der Boden besteht hauptsächlich aus maritimen Sedimenten und Sand, der während des Bebens große Wassermassen aufgenommen hat und die Standfestigkeit der Häuser gefährdet.
Am 14. Februar 2016 kam es zu einem weiteren Erdbeben in Christchurch, das diesmal eine Stärke von 5,7 MW erreichte. Das Epizentrum lag etwa 13 km östlich von Christchurch im Pazifik, das Hypozentrum in 14 km Tiefe. Die Schäden blieben gering.

## Geschichte

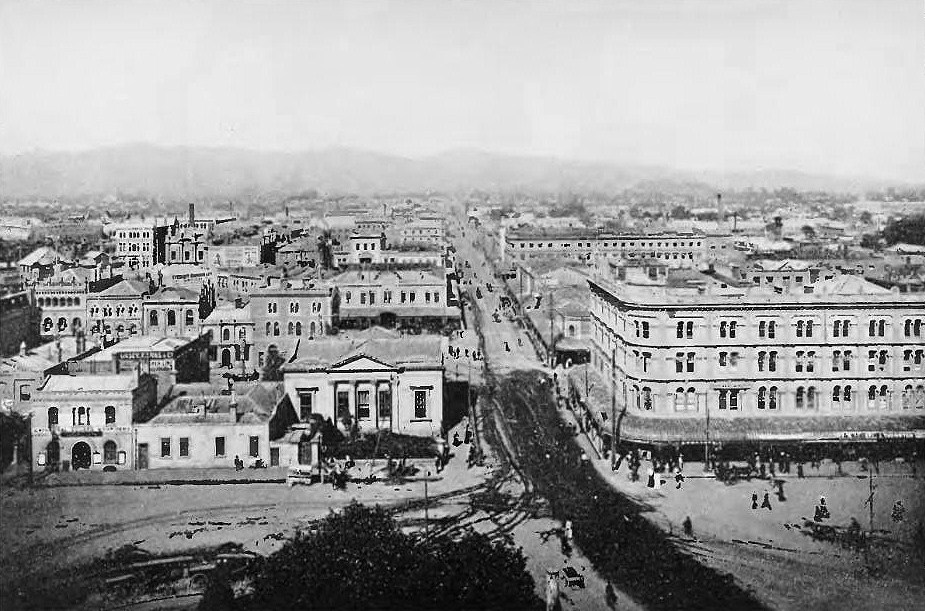
Christchurch im Jahre 1913, aufgenommen vom Turm der ChristChurch Cathedral

Anhand archäologischer Funde in einer Höhle an den Redcliffs vermutet man eine erste Besiedlung durch Stämme von Moa-Jägern in der Gegend um Christchurch. Mündliche Überlieferungen unter den Māori erzählen von Menschen, die dort schon um 1000 n. Chr. lebten. Diesen ersten Bewohnern folgten die Waitaha, von denen man annimmt, dass sie im 16. Jahrhundert von der Ostküste der Nordinsel hierher übersiedelten. Weitere Stämme wie die Kāti Māmoe und Ngāi Tahu folgten bis etwa 1830.
Auch wenn schon vor 1830 vereinzelt europäische Siedler in der Gegend wohnten, so kam der erste größere Schwung Europäer am 16. Dezember 1850 an, als die First Four Ships, gechartert von der Canterbury Association, im Lyttelton Harbour einliefen. Diese vier Schiffe hießen Randolph, Charlotte Jane, Sir George Seymour und Cressy.
Kapitän Thomas, der Landvermesser der Canterbury Association, vermaß die gesamte Gegend. Im Dezember 1849 gab er den Bau einer Straße von Port Cooper, dem späteren Lyttelton, über Sumner nach Christchurch in Auftrag. Dieses Vorhaben drohte beinahe zu scheitern, da eine steile Passage über den Hügel zwischen dem Hafen und dem Heathcote-Tal angelegt werden musste, um zu der vorgesehenen Siedlung zu gelangen. Dieser Pfad wurde als Bridle Path (Zaum-Pfad) bekannt, da er so steil war, dass die Pferde am Zaum geführt werden mussten. In den frühen 1960er Jahren wurde an dieser Stelle ein Straßentunnel angelegt und dort verläuft heute der New Zealand State Highway 73.
Waren, die zu schwer oder zu sperrig für die Packpferde waren, wurden mit kleinen Segelbooten die acht Meilen an der Küste entlang und die Flussmündung landeinwärts nach Ferrymead verschifft. Die Ferrymead Railway, Neuseelands erste öffentliche Eisenbahn, fuhr ab 1863 von Ferrymead nach Christchurch. Noch immer erinnert der Ferrymead Heritage Park an die Verkehrswege dieser Zeit. Wegen der Gefahren auf dem Bridle Path sowie auf dem Seeweg wurde zwischen Lyttelton und Christchurch ein Eisenbahntunnel angelegt, der 1876 eröffnet wurde.

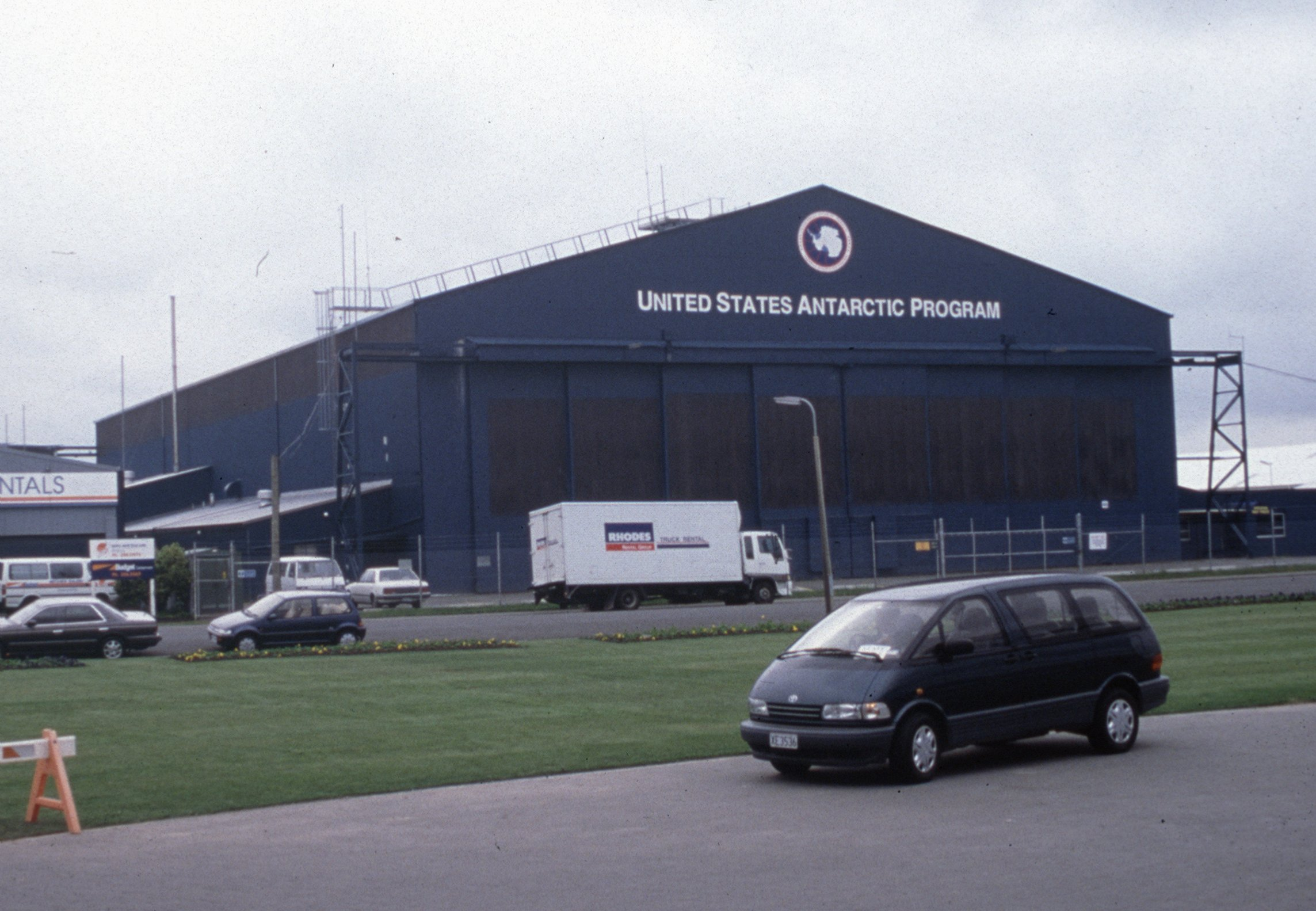
Basis des US-Antarktis-Programms im International Antarctic Centre

Am 31. Juli 1856 bekam Christchurch die Stadtrechte verliehen, weshalb sie die älteste Stadt Neuseelands ist. Viele der neugotischen Gebäude des Architekten Benjamin Mountfort sind aus dieser Zeit. Christchurch spielte eine wichtige Rolle in der Geschichte der Antarktis-Expeditionen. Sowohl Robert Falcon Scott als auch Ernest Shackleton benutzten den Hafen von Lyttelton als Ausgangspunkt ihrer Reisen. Eine Statue von Scott, angefertigt von seiner Witwe Kathleen Scott, in der Innenstadt erinnert daran.
Der internationale Flughafen von Christchurch dient noch für italienische und amerikanische (Operation Deepfreeze) Antarktis-Programme als Ausgangspunkt. Das International Antarctic Centre bietet sich als Basislager, aber auch als Museum und Besucherzentrum, an.
Am 18. November 1947 ereignete sich in Christchurch die schlimmste Brandkatastrophe in der Geschichte Neuseelands, als ein Bürogebäude Feuer fing und 41 Personen in den Flammen starben.
Im Jahre 1974 war Christchurch Gastgeber der British Commonwealth Games. Bereits seit 1904 ist die Stadt Namensgeber für den Mount Christchurch, einen 1355 m hohen Berg in der Antarktis.
Am 15. März 2019 kamen bei einem Terroranschlag auf zwei Moscheen in Christchurch 51 Menschen ums Leben und 50 weitere wurden zum Teil schwer verletzt.

## Bevölkerung

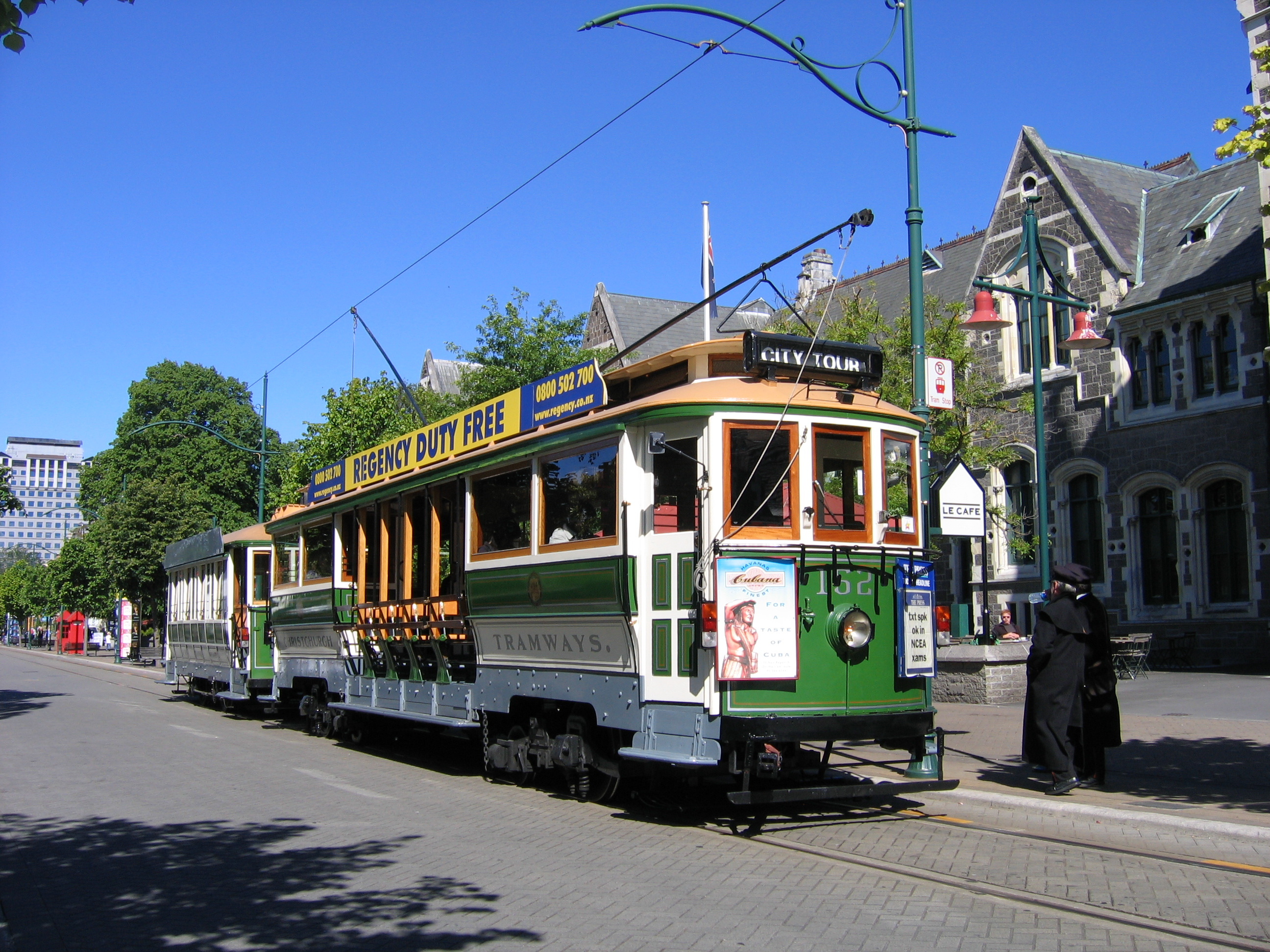
Eine historische Tram in der Stadt

Von den 341.469 Einwohnern der Stadt waren im Jahr 2013 27.768 Einwohner Māori-stämmig (8,1 %). Damit lebten 4,6 % der Māori-Bevölkerung des Landes in der Stadt.
Bei der Frage nach der Zugehörigkeit einer ethnischen Gruppe gaben in der Volkszählung 2013 83,9 % an, Europäer zu sein, 8,5 % gaben an, Māori-Wurzeln zu haben, 3,1 % kamen von den Inseln des pazifischen Raums und 9,4 % stammten aus Asien (Mehrfachnennungen waren möglich). 22,2 % der Bevölkerung gab an, in Übersee geboren zu sein. Die Sprache, die in Christchurch am zweithäufigsten gesprochen wird, ist Māori mit 1,8 %, unter den Māori 15,7 %. Das durchschnittliche Einkommen in der Bevölkerung lag 2013 bei 29.800 NZ$, gegenüber 28.500 NZ$ im Landesdurchschnitt.

## Politik

### Verwaltung
Die Stadt ist Verwaltungssitz der Region Canterbury und des Canterbury Regional Council. Der Christchurch City Council hingegen ist der gewählte Rat der Stadt Christchurch. Die 16 Councillors (Ratsmitglieder) zusammen mit dem Mayor (Bürgermeister) bilden den City Council und werden alle drei Jahre neu gewählt. Christchurch gliedert sich politisch aktuell in sechzehn Wards (Verwaltungseinheiten):
- Harewood Ward, mit 20.886 Einwohnern
- Waimairi Ward, mit 21.552 Einwohnern
- Hornby Ward, mit 21.654 Einwohnern
- Innes Ward, mit 22.278 Einwohnern
- Papanui Ward, mit 23.094 Einwohnern
- Fendalton Ward, mit 22.569 Einwohnern
- Riccarton Ward, mit 23.181 Einwohnern
- Central Ward, mit 21.333 Einwohnern
- Halswell Ward, mit 19.476 Einwohnern
- Spreydon Ward, mit 23.118 Einwohnern
- Cashmere Ward, mit 20.982 Einwohnern
- Costal Ward, mit 23.244 Einwohnern
- Burwood Ward, mit 23.436 Einwohnern
- Linwood Ward, mit 23.340 Einwohnern
- Heathcote Ward, mit 23.124 Einwohnern
- Banks Peninsula Ward, mit 8223 Einwohnern

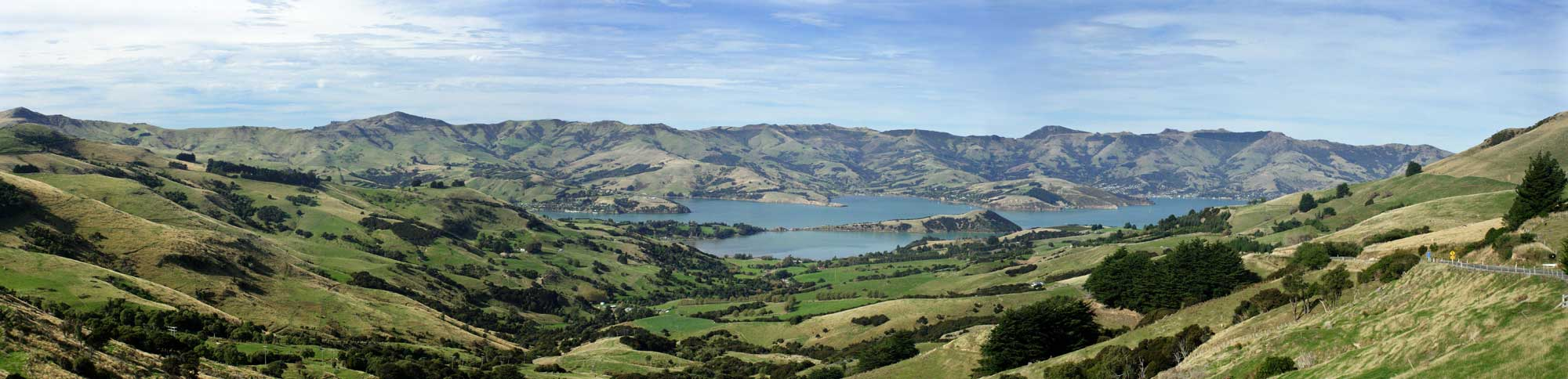
Der Akaroa Harbour auf der Banks Peninsula, südöstlich von Christchurch

Im Oktober 2016 wurde die Stadt neu aufgeteilt und in 16 Wards unterschieden. Jeder Ward entsendet seitdem einen Councillor in den Christchurch City Council. Bis dahin war die Stadt in sieben Wards aufgeteilt:
- Fendalton-Waimairi Ward
- Riccarton-Wigram Ward
- Shirley-Papanui Ward
- Burwood-Pegasus Ward
- Spreydon-Heathcote Ward
- Hagley-Ferrymead Ward
- Banks Peninsula Ward

### Städtepartnerschaften
Neben der Partnerschaft zur gleichnamigen Stadt in England unterhält Christchurch Partnerschaften zu fünf weiteren Städten und einer Region:
Sister City
- Adelaide, Australien, seit 1972
- Christchurch, Vereinigtes Königreich, seit 1972
- Kurashiki, Japan, seit 1973
- Seattle, Washington, USA, seit 1981
- Songpa-gu, Seoul, Südkorea, seit 1995

Friendly City
- Provinz Gansu, Volksrepublik China, seit 1984

Friendship Agreement (Freundschaftsvereinbarung)
- Wuhan, Volksrepublik China, seit 4. April 2006

## Wirtschaft und Infrastruktur

### Wirtschaftsstruktur
Die regionale Wirtschaft basierte früher auf der Landwirtschaft der Canterbury Plains. Im Umland wurde hauptsächlich Schaf- und Milchwirtschaft betrieben. Die frühe Gründung der University of Canterbury und die enge Zusammenarbeit von akademischen Institutionen mit regionalen Firmen förderte die Industrie. Die Region beherbergt heute eine Vielzahl von New Economy-Unternehmen.
Ein bedeutender Wirtschaftszweig ist der Tourismus. Die Nähe zu den Skigebieten und anderen Sehenswürdigkeiten in den Neuseeländischen Alpen und der Stadt selbst machen Christchurch attraktiv für einen Durchgangsaufenthalt vieler Touristen. Bei dem Erdbeben 2011 wurden jedoch zahlreiche Kulturdenkmäler zerstört oder beschädigt, während andere in der zeitweise abgesperrten Innenstadt lagen.

### Verkehr

#### Straßenverkehr
An das überregionale Straßennetz ist Christchurch durch den New Zealand State Highway 1 angeschlossen, der die Stadt mit den nördlichen und südlichen Landesteilen der Südinsel verbindet. Von der Stadt aus nach Westen zweigt der State Highway 73 ab, der die Stadt mit der Westküste verbindet. Der State Highway 75 ist ein Highway innerhalb des Stadtgebiets. Er verbindet die Banks Peninsula mit dem Stadtzentrum.

#### Schienenverkehr
Christchurch liegt an der Bahnstrecke Lyttelton–Invercargill und ist Ausgangspunkt der Bahnstrecke Christchurch–Picton. Beide zusammen bilden die South Island Main Trunk Railway, eine Verbindung, die die gesamte Südinsel von Nord nach Süd durchquert.
Die Strecke Christchurch–Picton wird bis zum Fährbahnhof Picton vom Coastal Pacific befahren, die Strecke Lyttelton–Invercargill überwiegend nur noch im Güterverkehr bedient, seit im Februar 2002 der Southerner eingestellt wurde. Ein kurzes Stück nutzt der TranzAlpine diese Strecke, der in Christchurch startet und nach etwa 30 km auf die Midland Line abbiegt, die Neuseeländischen Alpen überquert und Christchurch mit Greymouth an der Westküste verbindet. Der Zug ist aufgrund der eindrucksvollen Gebirgsquerung vor allem für den Tourismus von Bedeutung.

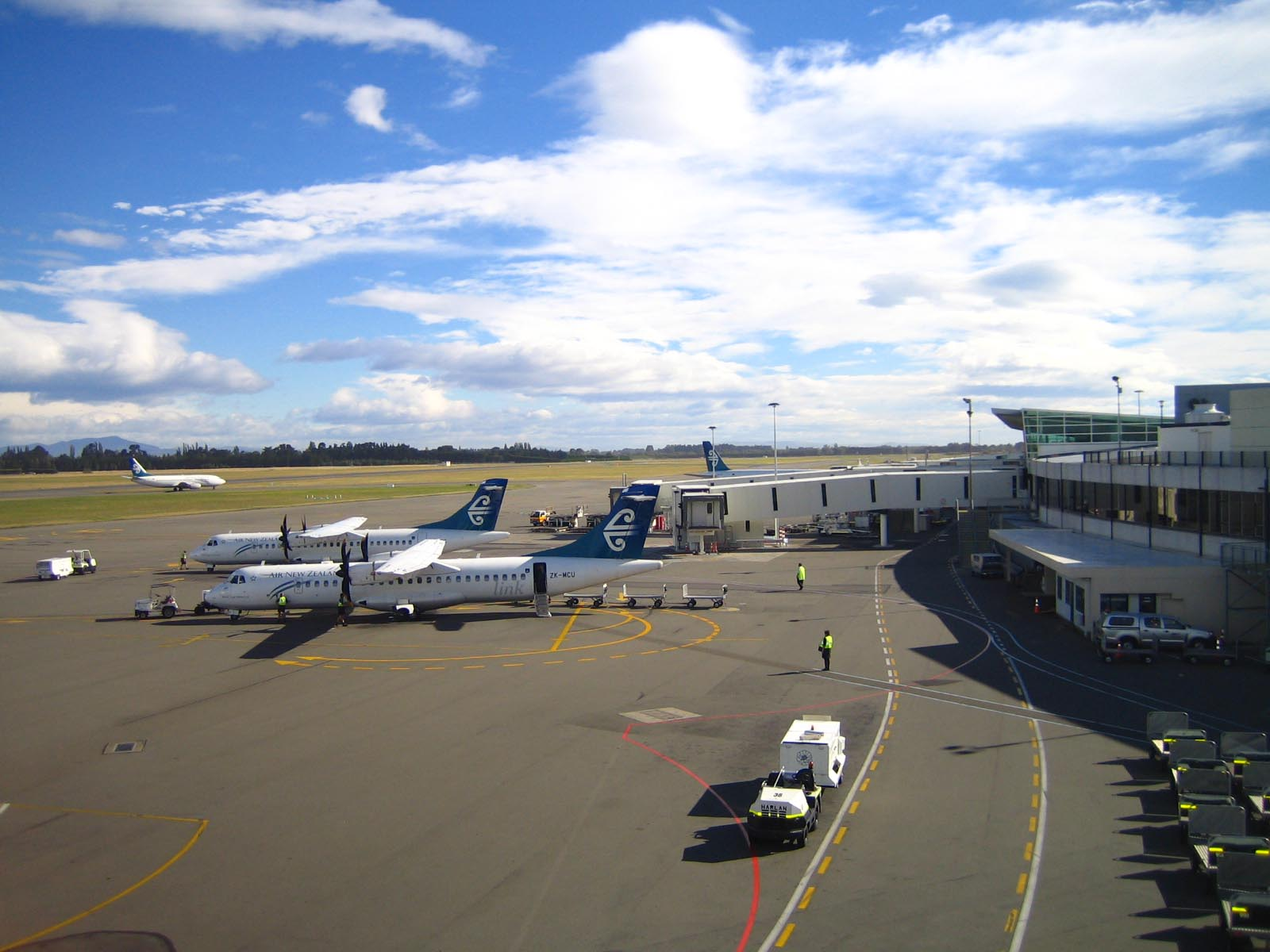
Der Flughafen von Christchurch

#### Luftverkehr
Die Stadt ist über den 9 km nordwestlich des Stadtzentrums gelegenen Christchurch International Airport sowohl aus dem asiatischen Raum als auch von Australien aus zu erreichen. Ferner ist er ein wichtiger Bestandteil im neuseeländischen Inlandsflugnetz.

## Kultur

### Veranstaltungen
- Internationales Buskers Festival: findet seit 1993 jährlich Ende Januar in Christchurch statt
- Para-Leichtathletik-Weltmeisterschaften 2011 im Januar 2011

Christchurch war Gastgeber der British Commonwealth Games 1974 und unter anderem einer der Austragungsorte bei der Rugby-Union-Weltmeisterschaft 1987, dem Cricket World Cup 1992, der Rugby-Union-Weltmeisterschaft 2011 und dem Cricket World Cup 2015.

### Bauwerke
- Liste der Baudenkmale in Christchurch

### Sehenswürdigkeiten

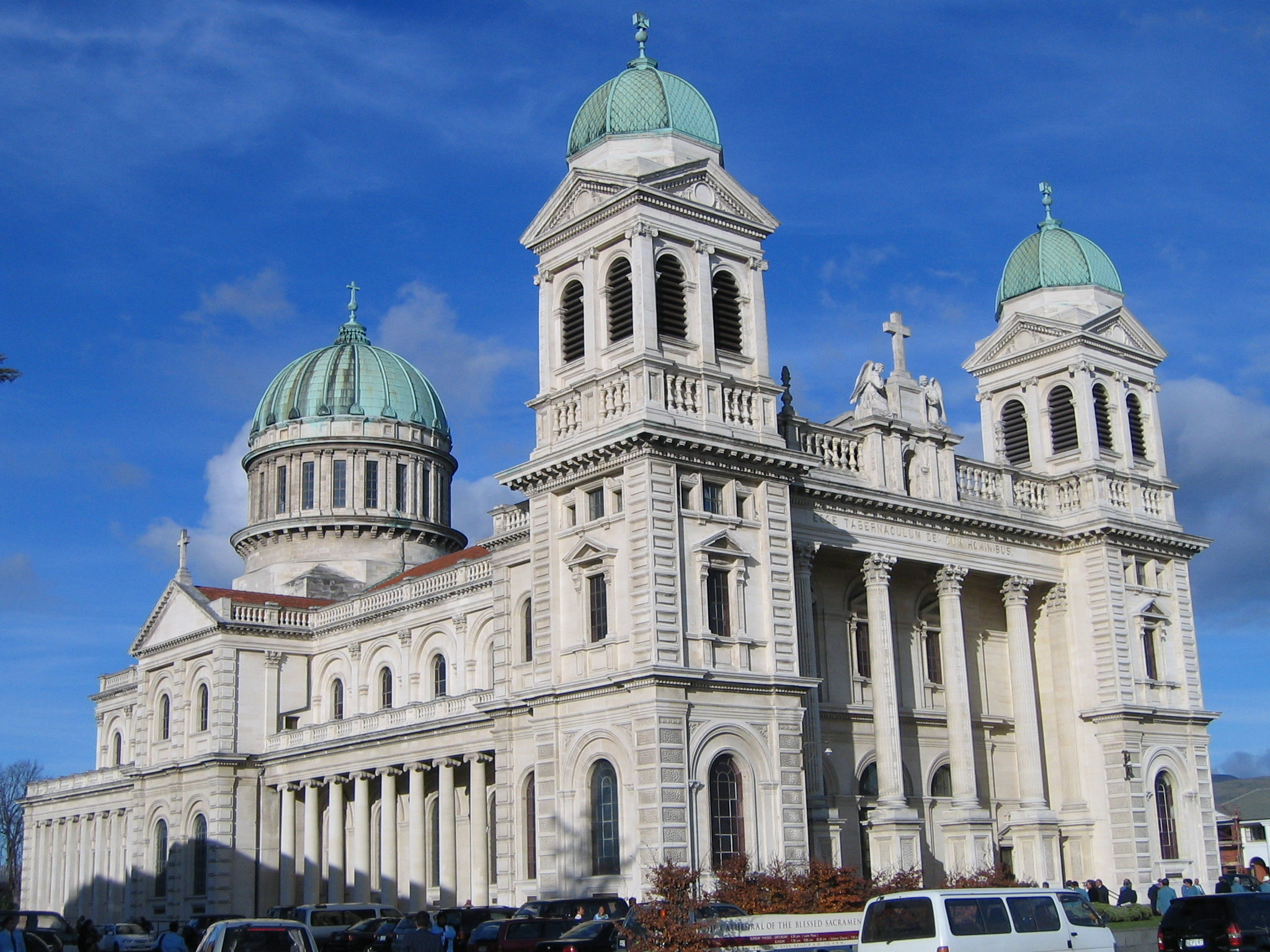
Die katholische Cathedral of the Blessed Sacrament vor den Erdbeben

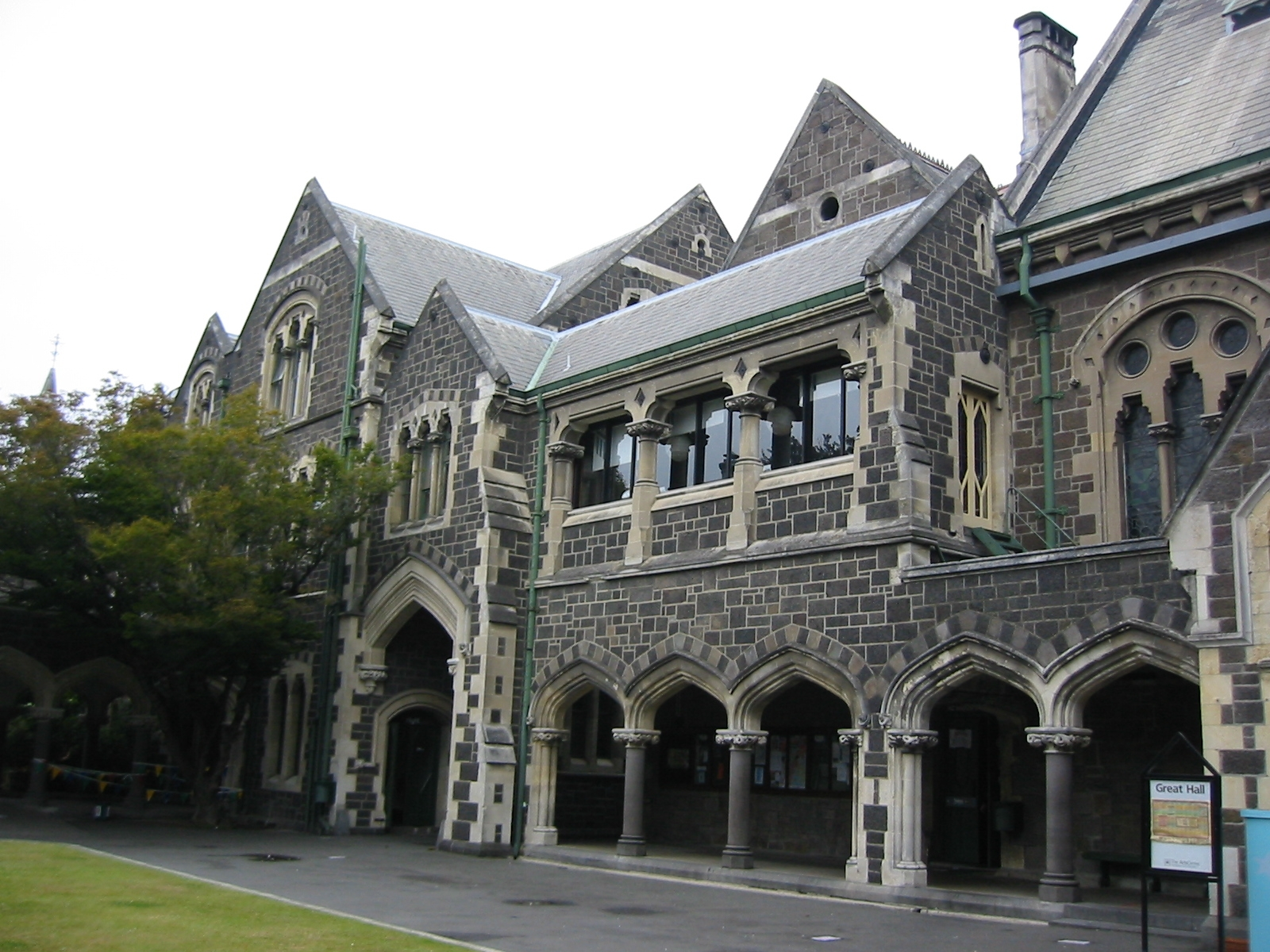
Das Arts Centre

Die neugotische anglikanische ChristChurch Cathedral war Mittelpunkt der Stadt. Die Turmspitze aus Metall verdankte die Kathedrale den vielen Erdbeben, welche die frühere Steinkonstruktion mehrfach zum Einsturz brachten. Im letzten großen Erdbeben, am 22. Februar 2011, wurde die Kathedrale so stark zerstört, dass ihr Abriss beschlossen wurde. Im August 2013 wurde ein vorläufiger Ersatz, die „Transitional Cathedral“, als erstes öffentlich errichtetes Gebäude nach dem Beben eingeweiht. Sie wird auch als Cardboard Cathedral bezeichnet, da sie im Wesentlichen aus lackierten Kartonröhren mit baumdickem Durchmesser besteht. Entworfen hat sie der japanische Architekt Shigeru Ban.
Am Cathedral Square gelegen findet man das ehemalige Main Post Office, in dem bis zum letzten Erdbeben ein großes Tourismusbüro seinen Sitz hatte. Rund um die ehemalige Kathedrale liegt die Innenstadt von Christchurch. Hier befanden sich die wichtigsten Geschäfte und ein großes gastronomisches Angebot. Die Innenstadt ist nach Sperrung wieder zugänglich und einige Hotels sind wieder geöffnet. Ein großer Teil der Innenstadtgebäude wurde abgerissen. Die meisten Geschäfte sind in behelfsmäßigen Containern an der Cashel Street untergebracht. Dort wurde auch 2015 wieder neu gebaut.
Die römisch-katholische Cathedral of the Blessed Sacrament wurde zwischen 1901 und 1905 im Neorenaissancestil erbaut. Durch die Erdbeben wurde die Kathedrale so schwer beschädigt, dass Bischof Paul Martin 2019 ihren endgültigen Abriss und einen Neubau an anderer Stelle ankündigte.
Im alten Universitätsviertel befindet sich jetzt das sogenannte Arts Centre mit vielfältigen kulturellen Angeboten vom Kino bis zum Kunsthandwerk-Markt. Schräg gegenüber dem Arts Centre liegt die Art Gallery, deren Sammlung alte europäische Malerei bis hin zu Ausstellungen und Installationen neuseeländischer Künstler umfasst.
Ebenfalls in fußläufiger Entfernung befindet sich der botanische Garten. Von dort aus kann man auf dem Avon River mit einem Kahn eine Tour durch den Park machen. Direkt am Rande des botanischen Gartens kann man kostenfrei das Canterbury Museum besuchen.
Im Stadtzentrum befindet sich auch die Bridge of Remembrance, ein Denkmal für die neuseeländischen Kriegstoten des Ersten Weltkrieges.
Eine Touristenattraktion ist die restaurierte Straßenbahn, deren Geschichte bis ins Jahr 1880 zurückreicht. Der Betrieb läuft derzeit nur auf einem Teil der ursprünglichen Strecke.
Die größte Stadt auf der Südinsel Neuseelands begrüßt den Frühling, wenn die ersten Pfuhlschnepfen (Godwits) nach ihren Rekordflügen aus der Arktis kommend im seichten Mündungsgebiet der beiden Flüsse Heathcote River und Avon River landen. Sobald die ersten der 40 Zentimeter großen Zugvögel am Strand gesichtet werden, läuten die Glocken der Kathedrale am nächsten Tag um 12 Uhr mittags Sturm. Jeden Herbst werden sie liebevoll verabschiedet. Vor der Abreise pilgern Scharen von Vogelfreunden an den Strand, wo ein Māori-Priester die Pfuhlschnepfen vor der langen Reise segnet.
Im Nordwesten der Stadt befindet sich der Orana Wildlife Park

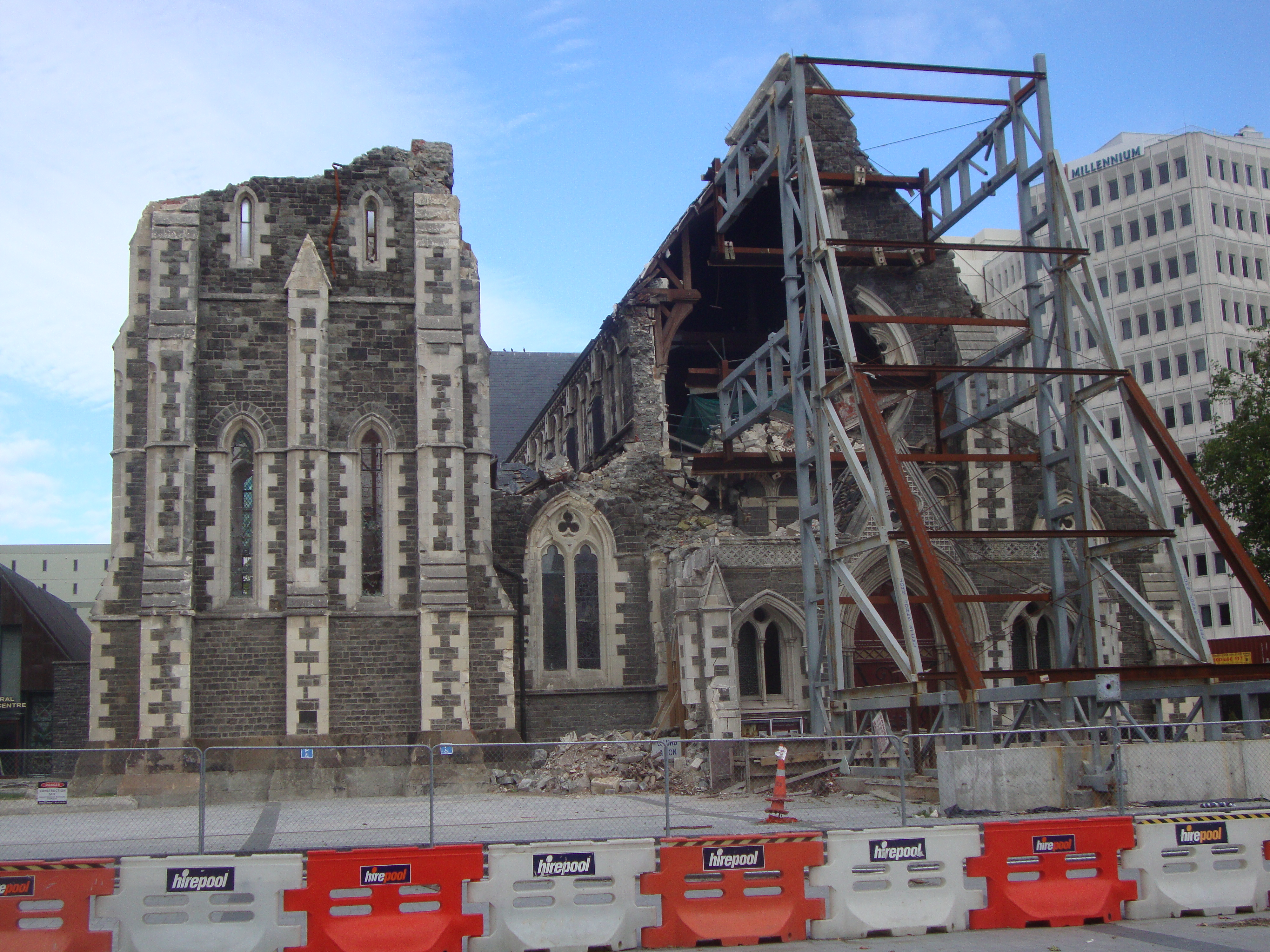
Die Ruine der anglikanischen ChristChurch Cathedral (der weitgehend erhaltene Bau soll nach einem Beschluss der Diözese von 2017 wiederhergestellt werden)
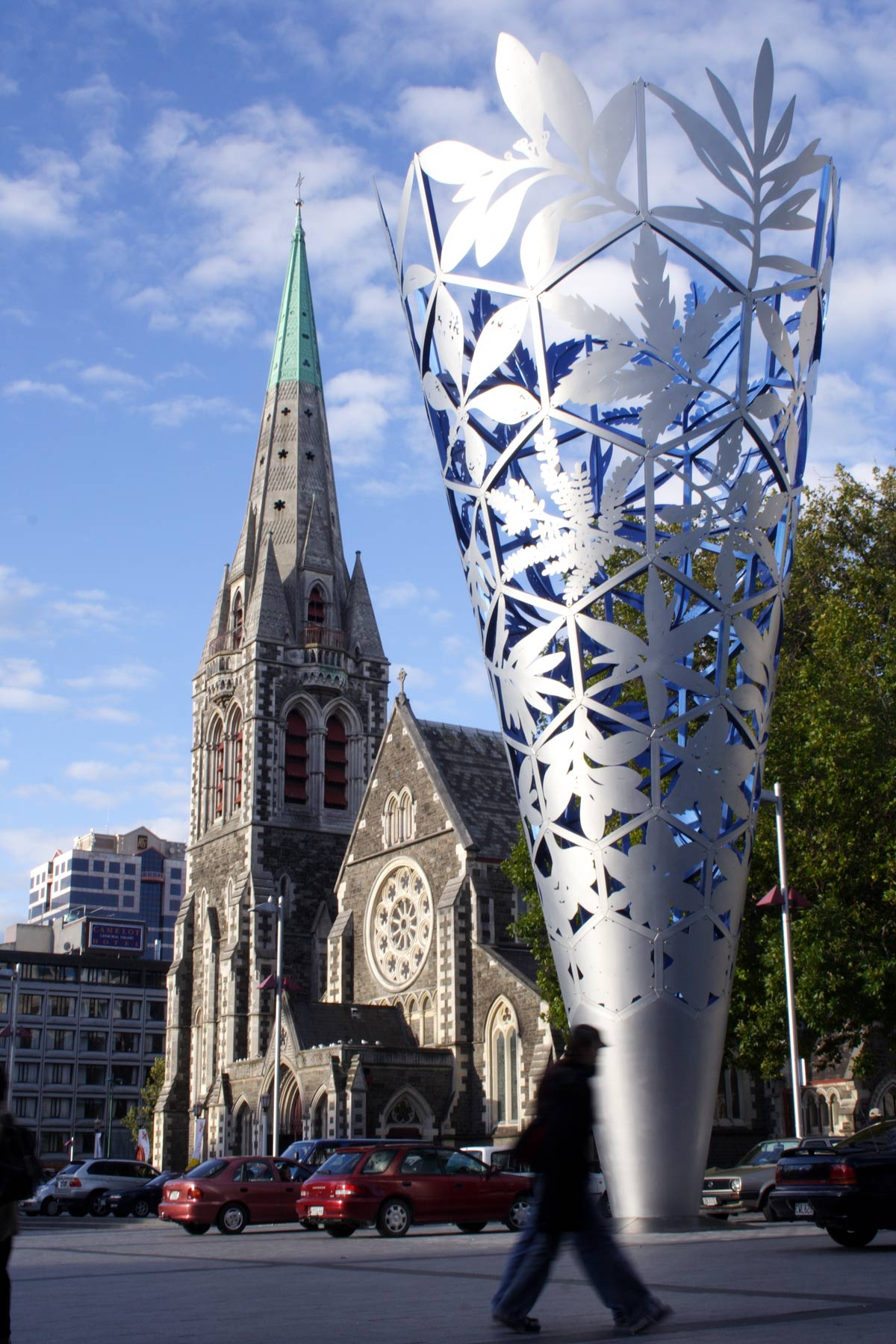
Die ChristChurch Cathedral vor ihrer Zerstörung im Dezember 2011 (hier nach einer Aufnahme von 2006)
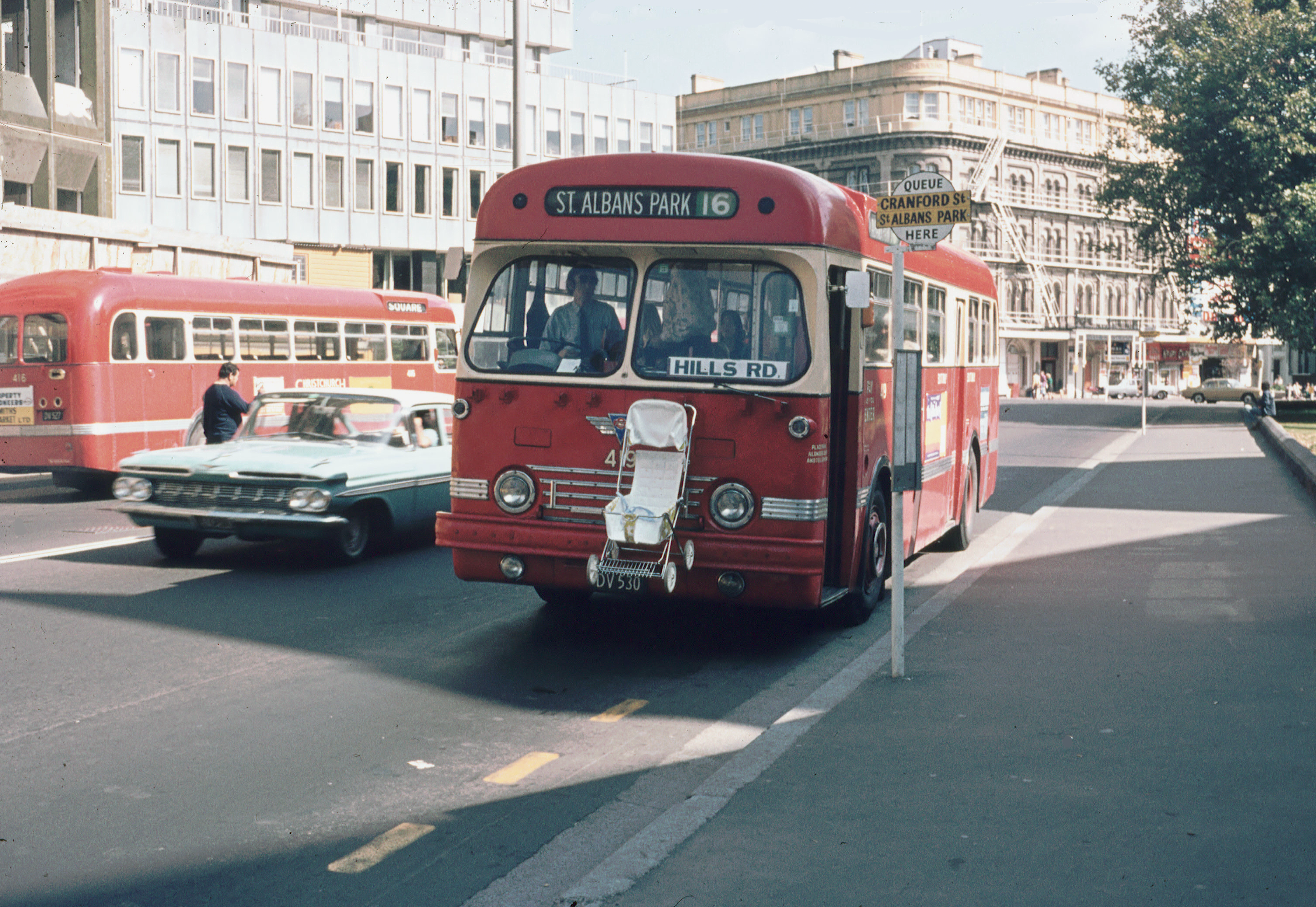
Der Stadtbus 1973–1974
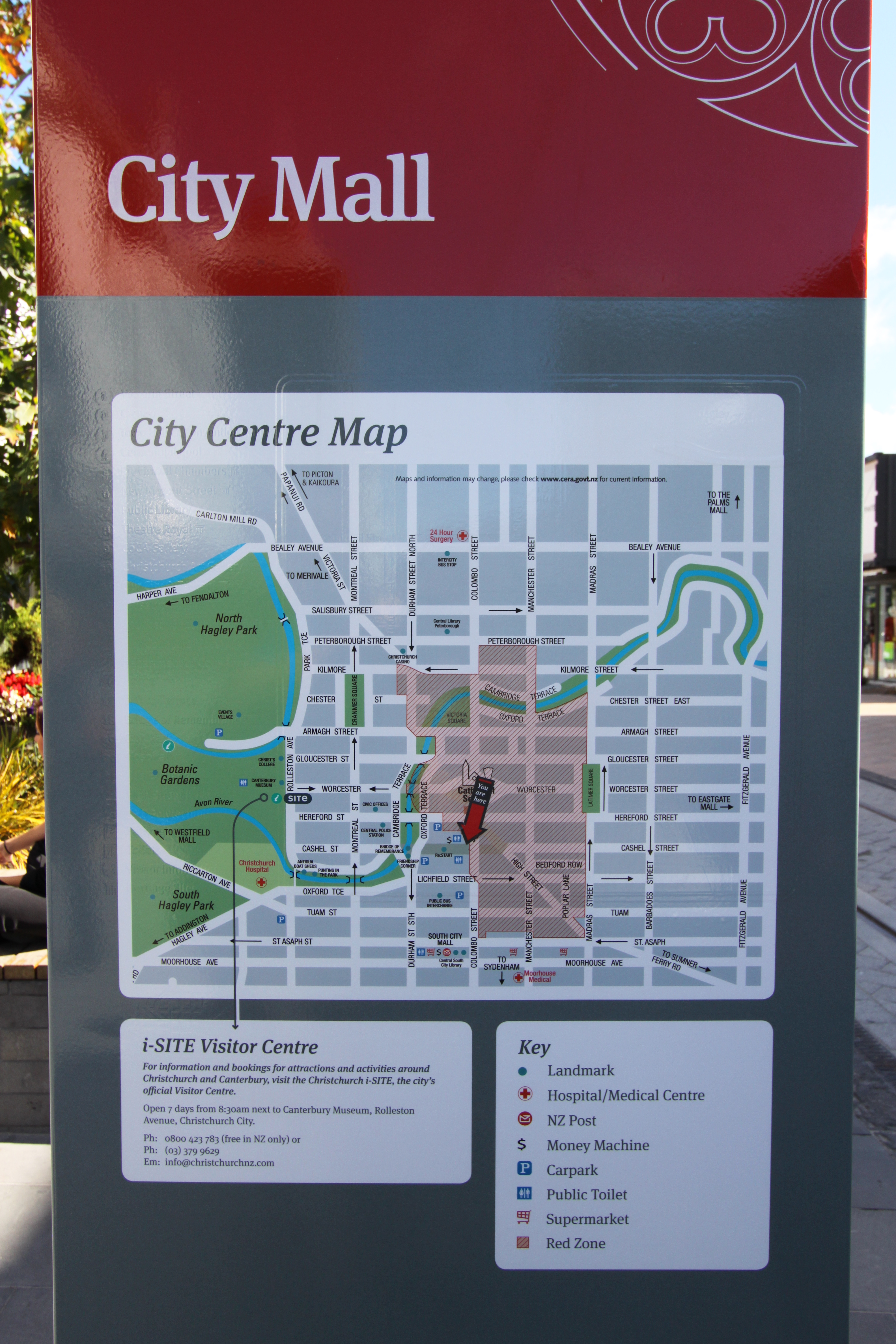
Wegen Erdbebenschäden gesperrte „Red zone“ in der Innenstadt (rot schraffiert, Stand: April 2012)
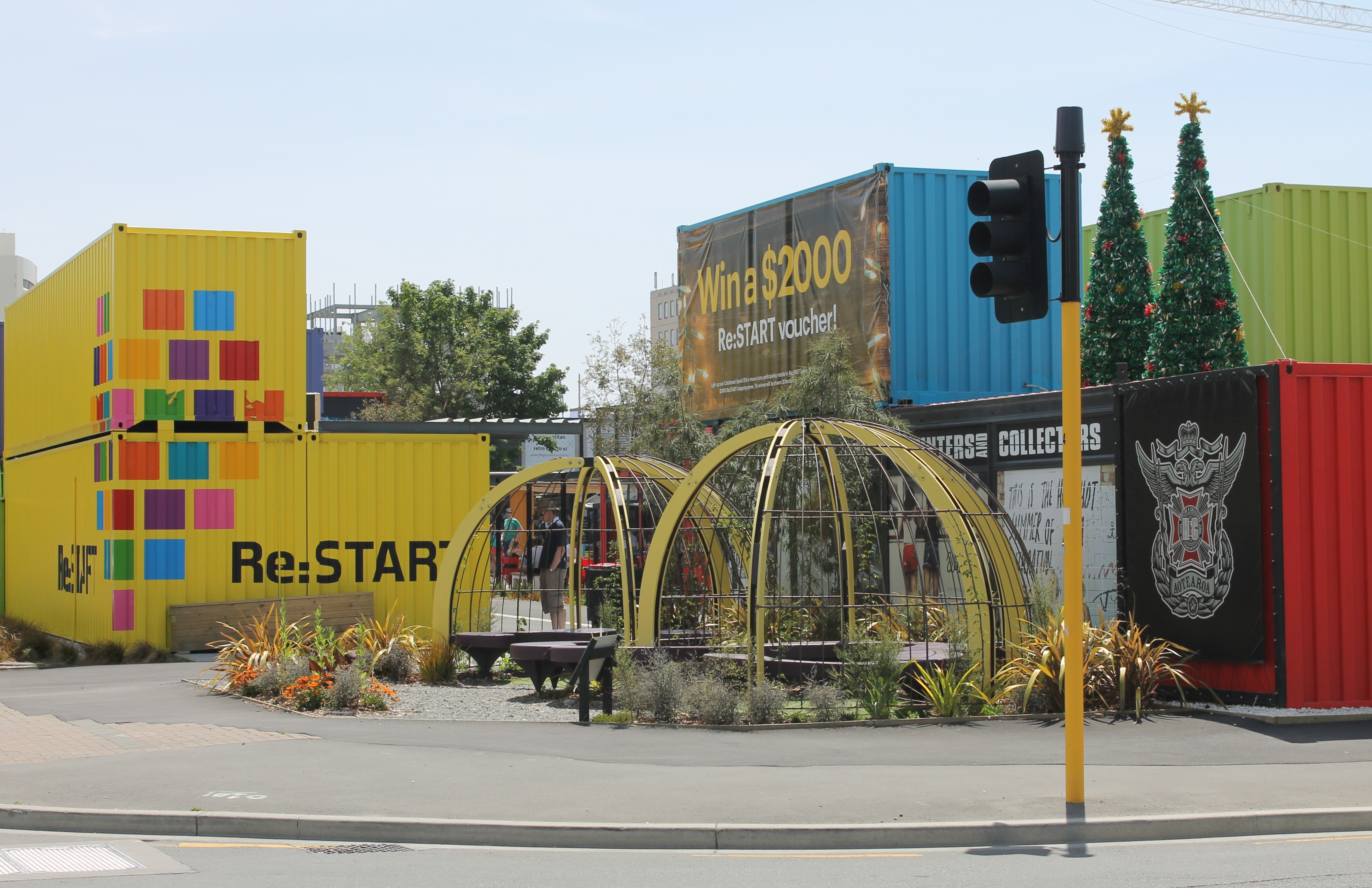
Nach dem Beben wurde in der Innenstadt aus Containern die ReStart Mall angelegt.
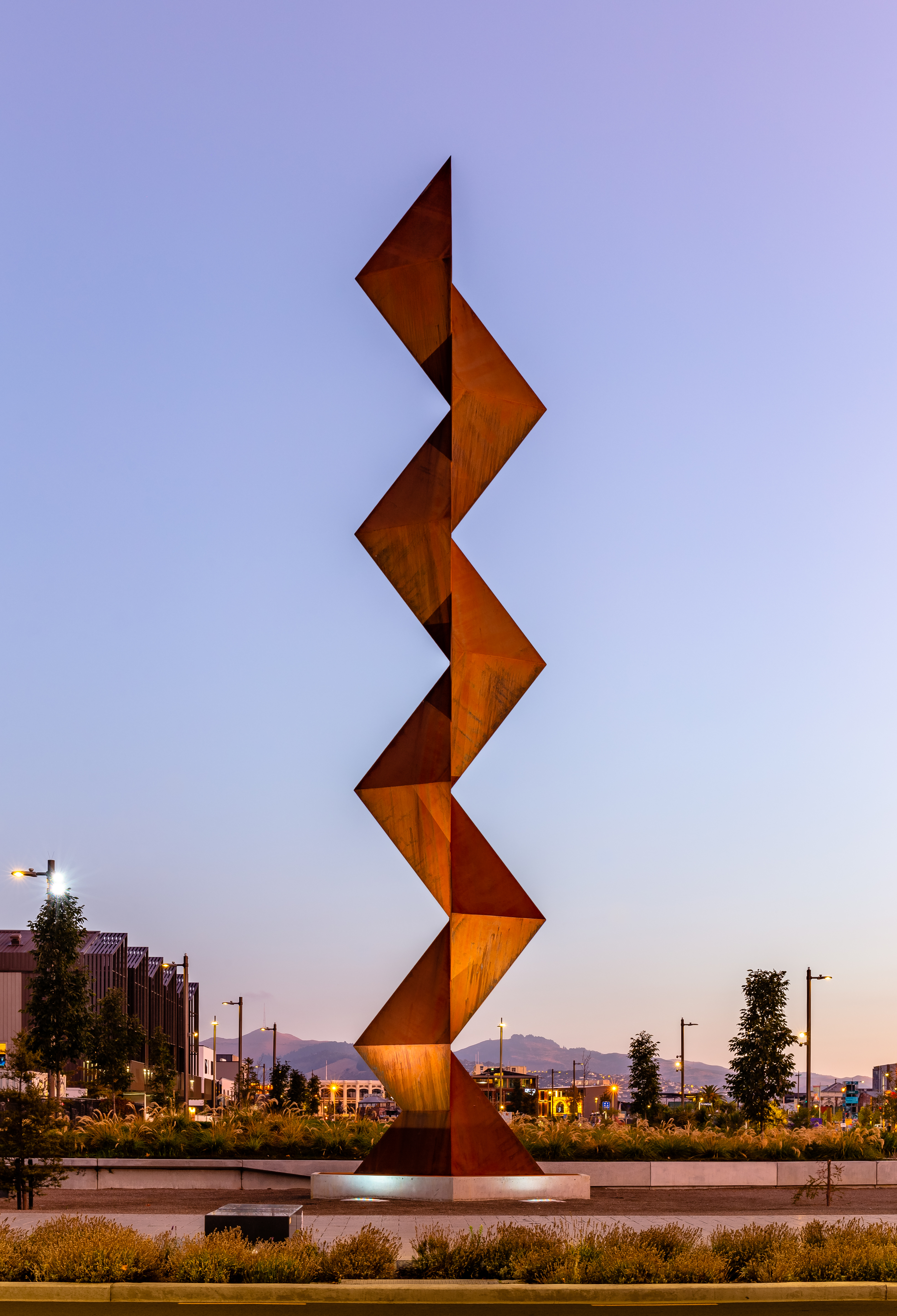
Vaka 'A Hina, 16 Meter hohe Statue im Rauora Park (erbaut 2019)
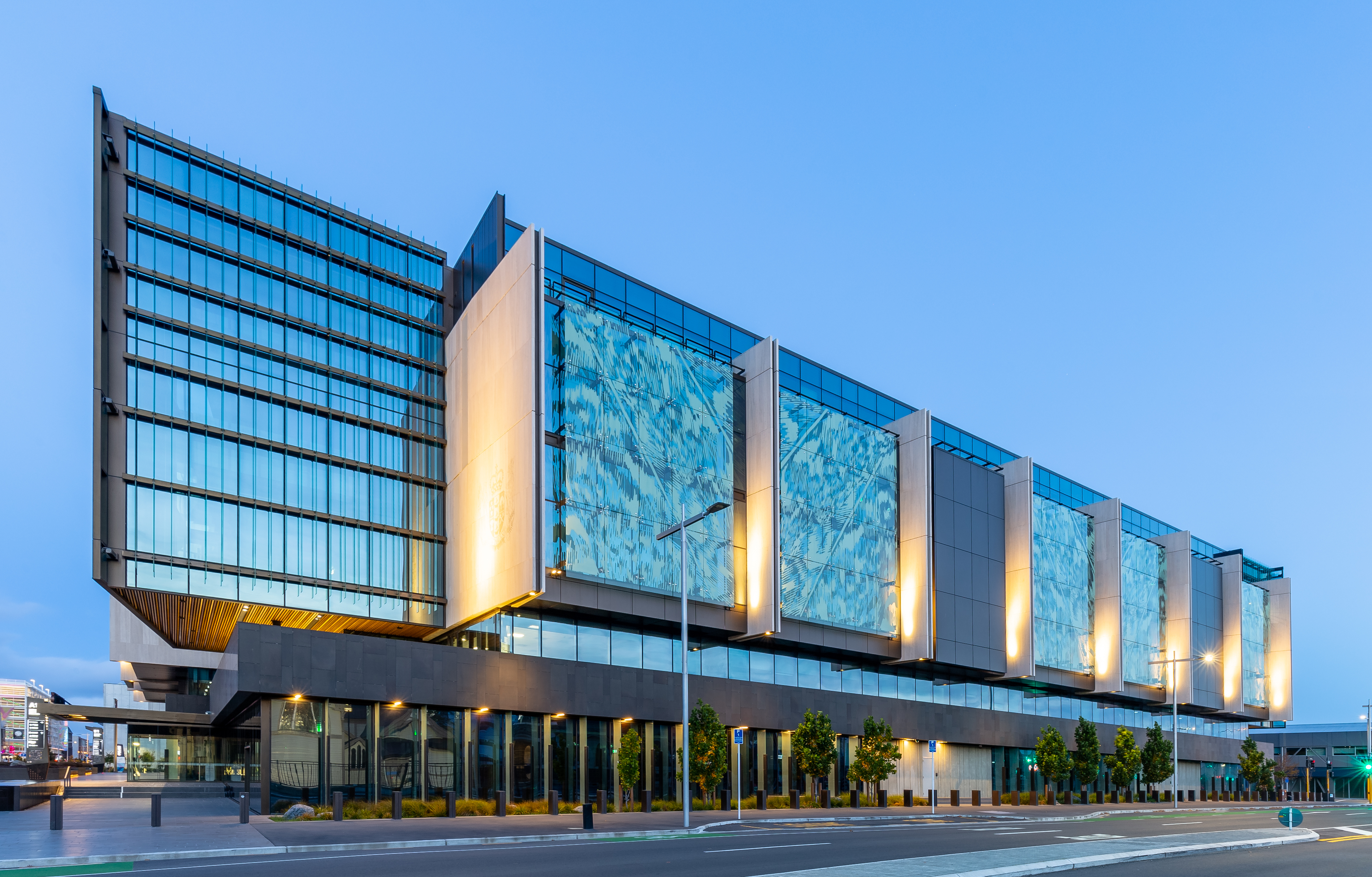
Gebäude des District Court in Christchurch, eröffnet am 12. September 2017

## Persönlichkeiten

### Söhne und Töchter der Stadt
- Arthur Paul Harper (1865–1955), Jurist, Bergsteiger, Geodät und Naturschützer
- Mary Elizabeth Tripe (1870–1939), Malerin
- Nina Jones (1871–1926), Aquarellistin und Illustratorin
- Dora Wilcox (1873–1953), Schriftstellerin, Dichterin und Autorin von Theaterstücken
- Annie Elizabeth Kelly (1877–1946), Künstlerin und Porträtmalerin
- May Beatty (1880–1945), Sängerin und Schauspielerin
- Eleanor Hughes (1882–1959), neuseeländisch-englische Malerin
- Anthony Wilding (1883–1915), Tennisspieler
- Henry Murray (1886–1943), Leichtathlet
- Daisy Osborn (1888–1957), Malerin, Kunsthandwerkerin und Kunstlehrerin
- Harold Clarke (1888–1969), britischer Wasserspringer
- Cora Wilding (1888–1982), Malerin, Physiotherapeutin, Organisatorin von Gesundheitscamps und Initiatorin sowie Gründerin von Jugendherbergen in Neuseeland
- Henry Willcox (1889–1968), Offizier der British Army
- Dulcie Deamer (1890–1972), Schauspielerin, Journalistin und Schriftstellerin
- George Hill (1891–1944), Langstreckenläufer
- Frank Hutchens (1892–1965), Komponist
- Rata Lovell-Smith (1894–1969),Lehrerin und Lehrerin, Kunstlehrerin und Malerin
- Ngaio Marsh (1895–1982), Krimi-Schriftstellerin und Theaterregisseurin
- Thelma Kent (1899–1946), Fotografin
- Evelyn Page (1899–1988), Malerin
- Nina Byron (1900–1987), neuseeland-gebürtige, US-amerikanische Schauspielerin und Tänzerin
- Elsa Kidson (1905–1979), Chemikerin und Bildhauerin
- Frederick Thompson (1908–1971), Ruderer
- Harry Ayres (1912–1987), Bergsteiger
- Cecil Matthews (1914–1987), Langstreckenläufer
- Charlie Munro (1917–1985), Jazzmusiker
- Bernard Diederich (1926–2020), Autor, Journalist und Historiker
- Doug Caldwell (1928–2022), Jazzpianist
- Barry Briggs (* 1934), Bahnsportler
- Marise Chamberlain (1935–2024), Leichtathletin und Olympionikin
- Brian Maunsell (1937–2021), Boxer
- Annea Lockwood (* 1939), Komponistin und Musikpädagogin
- Ivan Mauger (1939–2018), Bahnsportler
- Dick Motz (1940–2007), Cricketspieler
- David Warbeck (1941–1997), Schauspieler und Model
- Sir Graham Henry (* 1946), Rugbytrainer, Cheftrainer der All Blacks
- Selwyn Maister (* 1946), Hockeyspieler
- Ranui Ngarimu (* 1946), Weberin und Autorin
- Peter Brown CSsR (* 1947), Bischof von Samoa-Pago Pago
- Keri Hulme (1947–2021), Schriftstellerin
- John Christensen (* 1948), Hockeyspieler
- David Lindstrom (* 1948), Ruderer
- Gary Thain (1948–1975), Rockmusiker und Mitglied von Uriah Heep
- Alan Chesney (* 1949), Hockeyspieler
- Alison Wright, Mittel- und Langstreckenläuferin
- Tony Ineson (* 1950), Hockeyspieler
- Paul Brydon (* 1951), Radrennfahrer
- Nicky Wagner (* 1953), Politikerin
- Veronica Buckley (* 1956), Schriftstellerin und Biografin
- Lesley Murdoch (* 1956), Cricket- und Hockeyspielerin
- Peter Elliott (* 1956 oder 1957), Schauspieler
- Kevin Barry (* 1959), Boxer
- David Howard (* 1959), Dichter und Herausgeber
- Lianne Dalziel (* 1960), Politikerin
- Riki Ellison (* 1960), American-Football-Spieler
- Don Symon (* 1960), Ruderer
- Vivienne Goodman (* 1961), Illustratorin
- Rob Hall (1961–1996), Bergsteiger
- Brian Fowler (* 1962), Radrennfahrer
- Craig Adair (* 1963), Radrennfahrer
- John Lewis Adams (* 1963), römisch-katholischer Geistlicher, Bischof von Palmerston North
- Dene O’Kane (1963–2024), Snookerspieler
- Glenn Hamilton (* 1966), Beachvolleyballspieler
- Jon Andrews (* 1967), Bahnradfahrer
- Nigel Donnelly (* 1968), Radrennfahrer
- Carlos Marryatt (* 1968), Radrennfahrer
- Reid Hamilton (* 1969), Beachvolleyballspieler
- Ellory Elkayem (* 1970), Regisseur
- Christopher Luxon (* 1970), Politiker
- Emily Perkins (* 1970), Schriftstellerin
- Tim Carswell (* 1971), Radsporttrainer
- Annelise Coberger (* 1971), Skirennläuferin und Olympiamedaillengewinnerin
- Matthew Grinlaubs (* 1971), Beachvolleyballspieler und Trainer
- Matt Doocey (* 1972), Politiker der New Zealand National Party
- Paul Cleave (* 1974), Schriftsteller
- Sarah Cook (* 1975), Squashspielerin
- Bic Runga (* 1976), Sängerin
- Peter Fulton (* 1979), Cricketspieler
- Joanne Kiesanowski (* 1979), Radrennfahrerin
- Andrea Hewitt (* 1982), Triathletin
- James Cotter (* ≈1982), Triathlet
- Tom Hern (* 1984), Serienschauspieler
- Brooke Williams (* 1984), Schauspielerin
- Nathan Cohen (* 1986), Ruderer
- Jeremy Brockie (* 1987), Fußballspieler
- Aaron Clapham (* 1987), Fußballspieler
- Hayley Westenra (* 1987), Sängerin
- Michael Leitch (* 1988), Rugby-Union-Spieler
- Fiona Morrison (* 1988), Hürdenläuferin
- Corey Anderson (* 1990), Cricketspieler
- Logan van Beek (* 1990), niederländischer Cricketspieler
- Frances Mackay (* 1990), Cricketspielerin
- Lea Tahuhu (* 1990), Cricketspielerin
- Matt Henry (* 1991), Cricketspieler
- Lydia McCormack (* 1991), Beachvolleyballspielerin
- Henry Nicholls (* 1991), Cricketspieler
- Angie Petty (* 1991), Mittelstreckenläuferin
- Ben Stokes (* 1991), englischer Cricketspieler
- Willis Feasey (* 1992), Skirennläufer
- Hayley Jensen (* 1992), Cricketspielerin
- Tom Latham (* 1992), Cricketspieler
- Grace Prendergast (* 1992), Ruderin
- Alex Frame (* 1993), Radrennfahrer
- Scott McLaughlin (* 1993), Automobilrennfahrer
- Phoebe Spoors (* 1993), Ruderin
- Dylan Kennett (* 1994), Radrennfahrer
- Richie Moʻunga (* 1994), Rugby-Union-Spieler
- Davina Waddy (* 1996), Ruderin
- Lauren Bruce (* 1997), Leichtathletin
- Olivia Podmore (1997–2021), Bahnradsportlerin
- James Fouché (* 1998), Radrennfahrer
- Chynae Stark (* 1998), Volleyballspieler
- Alice Zeimann (* 1998), Volleyball- und Beachvolleyballspielerin
- Ellesse Andrews (* 1999), Radsportlerin
- Marcus Armstrong (* 2000), Automobilrennfahrer
- Jordyn Blake (* 2000), Sprinterin
- Olivia Brett (* 2001), Kanutin
- Samantha Donnelly (* 2001), Radsportlerin
- Laurence Pithie (* 2002), Radsportler
- Finn Surman (* 2003), neuseeländisch-walisischer Fußballspieler
- Luke Harrold (* 2008), Freestyle-Skier

### Personen mit Beziehung zur Stadt
- Elizabeth McCombs (1873–1935), Politikerin (Labour Party) und erste Frau, die in das Parlament von Neuseeland gewählt wurde; verbrachte einen Teil ihrer Jugend in Christchurch, war Mitglied des Stadtrats und verstarb auch hier
- Karl Popper (1902–1994), österreichisch-britischer Philosoph, war von 1937 bis 1945 Dozent an der Universität Christchurch, wo er unter anderem sein Werk The Open Society and Its Enemies (‚Die offene Gesellschaft und ihre Feinde‘) schrieb.[25]